# Улица Волковича
Улица Волковича (укр. Вулиця Волковича) — улица в Деснянском районе города Чернигова. Пролегает от улицы Спасателей (Олега Кошевого) до улицы Михалевича, исторически сложившаяся местность (район) Ремзавод.
Нет примыкающих улиц.

## История
Непарная сторона улицы начала застраиваться в 1970-е года между заводами «Октябрьский молот» и «171 ремонтный», с другими домами Ремзавода на этом участке. Парная сторона застраивалась в 1980-е годы (например, дом № 6 — 1985 год, дом № 10 — 1989 год). Два дома парной стороны построены в 2000-х годах.
Черниговская областная больница была открыта 31 июля 1951 года в составе 4 отделений на 100 коек. В 1966 году был построен новый корпус, а в 1970 году больница включала 13 отделений (600 коек). В 1981 году был введён терапевтический корпус. На конец 1980-х годов многопрофильная больница включала 19 специализированных отделений (900 коек).
В 1981 году новая улица получила современное название — в честь советского хирурга, действительного члена АН УССР, уроженца Черниговщины Николая Маркиановича Волковича.
Ранее, на 2013 год, улицей проходил маршрут маршрутного такси № 32, связывающий улицу Волковича с технологическим университетом.
В 2009 году на фасаде здания областной больницы была установлена мемориальная доска Заслуженному врачу Украины Анатолию Никитичу Груше.

## Застройка
Улица пролегает в северо-западном направлении параллельно проспекту Мира.
Парная и непарная стороны улицы заняты многоэтажной жилой застройкой. Непарная — 5-этажные дома, парная — 9-этажные дома. Два дома, удалённые от улицы и других домов, — усадебной застройки — дома № 14/1, 14/2. Непосредственно восточнее квартала 9-этажных домов расположена военная часть А2622 (Староказарменная улица, 2).
Начало парной стороны занято территорией государственного предприятия «171-й Черниговский ремонтный завод» (улица Олега Кошевого, 1), конец непарной стороны — Черниговской областной больницы (дом № 25).
Учреждения:
1. дом № 10 — хирургический корпус Черниговской областной больницы — здание расположено на непарной стороне
2. дом № 15 — отделение связи № 29
3. дом № 25 — здание администрации Черниговской областной больницы; областной госпиталь для инвалидов и ветеранов Великой Отечественной войны

Мемориальные доски:
1. дом № 25 — Заслуженному врачу Украины Анатолию Никитичу Груше — на фасаде здания областной больницы, которой руководил (1974—2003, доска 2009)